# Рибниківська сільська рада
Ри́бниківська сільська́ ра́да — адміністративно-територіальна одиниця та орган місцевого самоврядування в Бережанському районі Тернопільської області до 10 серпня 2017. Адміністративний центр — село Рибники.

## Загальні відомості
- Територія ради: 13,909 км²
- Населення ради: 342 особи (станом на 2001 рік)

## Населені пункти
Сільській раді підпорядковані населені пункти:
- с. Рибники
- с. Нова Гребля

### Ліквідовані населені пункти[1]
- х. Кізева Гора

## Склад ради
Рада складається з 12 депутатів та голови.
- Голова ради: Соколовський Остап Романович
- Секретар ради: Ілечко Ірина Володимирівна

### Керівний склад попередніх скликань
| Прізвище, ім'я, по батькові  | Основні відомості                                                                          | Дата обрання | Дата звільнення |
| ---------------------------- | ------------------------------------------------------------------------------------------ | ------------ | --------------- |
| Соколовський Остап Романович | Сільський голова, 1959 року народження, освіта вища, безпартійний                          | 26.03.2006   | 31.10.2010      |
| Соколовський Остап Романович | Сільський голова, 1959 року народження, освіта вища, член політичної партії «Наша Україна» | 31.10.2010   |                 |

Примітка: таблиця складена за даними сайту Верховної Ради України

### Депутати
За результатами місцевих виборів 2010 року:
- Кількість мандатів: 12
- Кількість мандатів, отриманих за результатами виборів: 11
- Кількість мандатів, що залишаються вакантними: 1

#### За суб'єктами висування
| Суб'єкт висування               | Кількість обраних депутатів | %    |
| ------------------------------- | --------------------------- | ---- |
| Політична партія «Наша Україна» | 5                           | 45,5 |
| Самовисування                   | 4                           | 36,4 |
| Народна партія                  | 1                           | 9,1  |
| Партія регіонів                 | 1                           | 9,1  |

#### За округами
| № округу                        | Прізвище, ім'я, по батькові  | Дата визнання обраним | Освіта             | Партійна приналежність                | Відомості про обраного депутата                                   |
| ------------------------------- | ---------------------------- | --------------------- | ------------------ | ------------------------------------- | ----------------------------------------------------------------- |
| Народна Партія                  |                              |                       |                    |                                       |                                                                   |
| 12                              | Погранична Ганна Василівна   | 02.11.2010            | середня спеціальна | позапартійна                          | тимчасово не працює                                               |
| Партія регіонів                 |                              |                       |                    |                                       |                                                                   |
| 4                               | Боринська Ольга Михайлівна   | 02.11.2010            | середня            | позапартійна                          | пенсіонер                                                         |
| Політична партія «Наша Україна» |                              |                       |                    |                                       |                                                                   |
| 2                               | Клачок Ярослав Васильович    | 02.11.2010            | вища               | позапартійний                         | Прикарпатський національний університет ім. В. Стефаника, студент |
| 6                               | Голод Володимир Петрович     | 02.11.2010            | вища               | позапартійний                         | БАТІ, викладач                                                    |
| 7                               | Сокловська Оксана Остапівна  | 02.11.2010            | середня спеціальна | член Політичної партії «Наша Україна» | Рибниківська сільська рада, землевпорядник                        |
| 8                               | Гула Микола Миколайович      | 02.11.2010            | середня            | позапартійний                         | тимчасово не працює                                               |
| 9                               | Соколовський Назар Остапович | 02.11.2010            | вища               | позапартійний                         | БАТІ, студент                                                     |
| Самовисування                   |                              |                       |                    |                                       |                                                                   |
| 1                               | Юряк Наталія Степанівна      | 02.11.2010            | середня спеціальна | позапартійна                          | Рибниківський ФП, молодша сестра                                  |
| 5                               | Цепкало Ігор Васильович      | 02.11.2010            | вища               | позапартійний                         | Інтернет-кафе «Крапка», адміністратор                             |
| 10                              | Ілечко Ірина Володимирівна   | 02.11.2010            | середня            | позапартійна                          | Відділення поштового зв'язку, начальник                           |
| 11                              | Федоришин Марія Михайлівна   | 02.11.2010            | середня спеціальна | позапартійна                          | Рибниківська сільська рада, секретар                              |